# 9207 Petersmith
9207 Petersmith eller 1994 SF12 är en asteroid i huvudbältet som upptäcktes den 29 september 1994 av Spacewatch vid Kitt Peak-observatoriet. Den är uppkallad efter Peter H. Smith.
Asteroiden har en diameter på ungefär 6 kilometer.